# Berk Cankat
Ömer Berk Cankat (* 9. Mai 1984 in Ankara) ist ein türkischer Schauspieler und Grafikdesigner tscherkessischer Abstammung.

## Leben und Karriere
Cankat wurde am 9. Mai 1984 in Ankara geboren. Nach seinem Abschluss an der Bilkent-Universität kam er nach Istanbul, um als Grafikdesigner zu arbeiten. Später studierte er an der Academy 35 Buçuk Sanat Evi. Anschließend spielte Cankat 2011 in der Theaterstück  Barut Kıvısı mit. 2012 war er in dem Bühnenstück Merhaba Efendim zu sehen.
Außerdem wurde er 2013 für die Fernsehserie Sana Bir Sır Vereceğim  gecastet. 2014 trat Cankat in Medcezir auf. Von 2014 bis 3015 bekam er in der Serie Güzel Köylü die Hauptrolle. Unter anderem setzte er 2015 seine Karriere in Muhteşem Yüzyıl: Kösem fort.
2016 gewann er die Auszeichnung Elle Style Award als Schauspieler des Jahres. Seine nächste Hauptrolle bekam Cankat 2017 in Yıldızlar Şahidim. Zwischen 2022 und 2023 spielte Cankat in Sıfırıncı Gün die Hauptrolle.

## Filmografie
Serien
- 2013–2014: Sana Bir Sır Vereceğim
- 2014: Medcezir
- 2014–2015: Güzel Köylü
- 2015–2016: Muhteşem Yüzyıl: Kösem
- 2017: Yıldızlar Şahidim
- 2018: Gülizar
- 2018: Bir Deli Rüzgar
- 2022: Aslında Özgürsün
- 2022–2023: Sıfırıncı Gün

## Theater
- 1999: Ay Işığında Samata
- 2011: The Seagull
- 2011: Barut Fıçısı
- 2012: Merhaba Efendim